# Gesta Romanorum
Gesta Romanorum è una collezione in lingua latina di aneddoti e racconti che fu compilata probabilmente alla fine del XIII secolo o all'inizio del XIV.
Possiede ancora un duplice interesse letterario, prima come uno dei libri più popolari del tempo, e in secondo luogo come fonte, direttamente o indirettamente, della letteratura più tarda di Geoffrey Chaucer, John Gower, Giovanni Boccaccio, Thomas Occleve, William Shakespeare, e altri.
Della sua paternità nulla di certo è noto. Una congettura lo associa a Elinando o a Petrus Berchorius (Pierre Bercheure). Non è nemmeno chiaro se sia stato originariamente composto in Inghilterra, in Germania o in Francia.

## Contenuto
Il lavoro è stato forse inteso come un manuale per i predicatori, e fu probabilmente scritto da un ecclesiastico. Il nome Gesta dei romani è solo in parte adeguato alla collezione nella sua forma attuale, dal momento che, oltre ai titoli di storia e leggenda greca e latina, comprende frammenti di diversa origine, asiatici ed europei. L'elemento unificante del libro è il suo scopo morale, ma il lavoro contiene una varietà di materiale. Esso include, per esempio:
- il germe del romanzo di Guido di Warwick;
- la storia dei tre cofanetti, come ne Il mercante di Venezia;
- la storia di Dario e i suoi tre figli, messa in versi da Thomas Occleve;
- parte de Il racconto del sergente della legge di Geoffrey Chaucer;
- una versione del ciclo di Crescentia, simile a Le Bone Florence of Rome;[1]
- una storia sull'imperatore Teodosio, lo stesso argomento di Re Lear di Shakespeare;
- la storia delle tre corone nere;
- Hermit and the Angel, successivamente nota nella versione di Thomas Parnell;
- una storia identica a Fridolin di Friedrich Schiller;
- un rifacimento di Man Tried by Fate, una storia nota anche nella leggenda di Eustachio e letteratura cavalleresca come Sir Isumbras.[2]

## Manoscritti
A causa della struttura flessibile del libro, è stato facile per un trascrittore inserire ogni altra storia supplementare nella sua copia, e di conseguenza i manoscritti delle Gesta Romanorum presentano una notevole varietà. Hermann Oesterley riconosce un gruppo inglese di manoscritti (scritto sempre in latino), un gruppo tedesco (a volte in latino e a volte in tedesco), e un gruppo che è rappresentato dal testo stampato o vulgata comune.

## Edizioni e traduzioni
Le prime edizioni sono quelle di Nicolaus Ketelaer e Gerardus de Leempt a Utrecht, di Arnold Hoenen a Colonia, e di Ulrich Zell a Colonia; ma la data esatta è in tutti e tre i casi incerta.
Una traduzione in lingua inglese, probabilmente basata direttamente sul manoscritto Harl 5369, è stata pubblicata da Wynkyn de Worde intorno al 1510-1515, e l'unica copia di cui oggi si conosce l'esistenza è conservata nella biblioteca dei St John College di Cambridge. Nel 1577 la stampatore londinese Richard Robinson ha pubblicato un'edizione riveduta di Wynkyn de Worde, come Alcune storie selezionate per la ricreazione dei cristiani, e il libro si rivelò molto popolare.
Tra il 1648 e il 1703 ne vennero stampate almeno otto riedizioni. Nel 1703 apparve il primo volume di una traduzione BP, probabilmente Bartholomew Pratt, dall'edizione in latino del 1514. Una traduzione del Rev. Charles Swan, prima pubblicata in due volumi nel 1824, che faceva parte della Bohn's Antiquarian Library, venne edita successivamente da Wynnard Hooper nel 1877 (si veda anche l'altra edizione del 1894).
La traduzione tedesca venne stampata per la prima volta ad Augusta nel 1489. Una versione in francese, sotto il titolo Le Violier des histoires romaines moralisez, venne stampata nella prima parte del XVI secolo ed ebbe diverse edizioni; fu ristampata da Pierre-Gustave Brunet (Paris, 1858).
Edizioni critiche del testo in latino vennero stampate da Adelbert von Keller (Stoccarda 1842) e Hermann Oesterley (Berlino, 1872). Si veda anche:
- Warton, "On the Gesta Romanorum", dissertazione III, anteposta a History of English Poetry
- Douce, Illustrazioni di Shakespeare, vol. II
- Frederic Madden, Introduzione alla Roxburghe Club edition di The Old English Versions of the Gesta Romanorum (1838).
- Una edizione inglese del 1906 di Swan's and Hooper's "Gesta..." è visibile su Google Books.

## Riferimenti culturali
Il titolo Gesta venne poi gallicizzato in Geste. Poiché le successive edizioni dell'opera tendevano a sottolineare gli episodi spensierati o buffoneschi del mito cavalleresco, questo portò all'uso dell'inglese «jest» come sinonimo di «scherzo».

## Traduzioni in altre lingue
- Gesta Romanorum (Os Feitos dos Romanos) (selezione), Scott Ritter Hadley (traduzione), (n.t.) Revista Literária em Tradução, nº 1 (set/2010), Fpolis/Brasil, ISSN 2177-5141
- (EN)  Dijannia ryms'ki (selezione), Rostyslav Paranko (traduzione), Діяння римські. Український переклад збірки Gesta Romanorum
- 'Gesta Romanorum', traduzione in gallese di Llywelyn Sion c.1600.